# 韋雷米伊夫卡 (別里斯拉夫區)
47°24′15″N 33°34′25″E / 47.40417°N 33.57361°E
韋雷米伊夫卡（烏克蘭語：Вереміївка）是位於烏克蘭南部的村莊，由赫爾松州別里斯拉夫區的維索科皮利亞市鎮負責管轄。該村始建於1869年，面積2.93平方公里，海拔高度80米，2001年人口31，人口密度每平方公里10.6人。